# Русалка (Александър Даргомижки)
„Русалка“ (на руски: Русалка) е опера на руския композитор Александър Даргомижки.
Тя е написана в периода 1848 – 1855 година по либрето на самия композитор, което се основава на едноименната незавършена драма на Александър Пушкин. В центъра на сюжета е някогашен княз, който изоставя любовницата си, тя се удавя и се превръща в русалка и години по-късно си отмъщава, удавяйки и него. Операта е представена за пръв път на 15 май (3 май стар стил) 1856 година в Санкт Петербург и първоначално няма успех. Придобива известност едва след по-мащабната постановка от 1865 година на Мариинския театър.